# Leucania leucosticha
Leucania leucosticha är en fjärilsart som beskrevs av George Francis Hampson 1905. Leucania leucosticha ingår i släktet Leucania och familjen nattflyn. Inga underarter finns listade i Catalogue of Life.